# An Engagement of Convenience
An Engagement of Convenience è un cortometraggio muto del 1914 diretto da Hay Plumb.

## Trama
Per compiacere una ricca zia, un uomo finge di essersi fidanzato con una dattilografa.

## Produzione
Il film fu prodotto dalla Hepworth.

## Distribuzione
Distribuito dalla Hepworth, il film - un cortometraggio in una bobina - uscì nelle sale cinematografiche britanniche nel marzo 1914.
Fu distrutto nel 1924 dallo stesso produttore, Cecil M. Hepworth. Fallito, in gravissime difficoltà finanziarie, Hepworth pensò in questo modo di poter almeno recuperare il nitrato d'argento della pellicola.